# Archeogenetika
Archeogenetika je historická disciplína, v níž se poznatky genetiky, zejména molekulární genetiky, užívají ke studiu minulosti lidstva a skupin lidí. Užívána je zejména analýza DNA, jež byla získaná z archeologických pozůstatků, analýza DNA současné populace (která může přispět k úvahám o pohybu skupin lidí v minulosti) a analýza DNA zvířat a rostlin (zejména domestikovaných - lze takto studovat dějiny domestikace). Lze také použít statistických metod vyvinutých molekulárními genetiky k analýze archeologických dat.
Pojem archeogenetika zřejmě jako první použil britský archeolog a paleolingvista Colin Renfrew. Stejný výraz použil také Antonio Amorim (1999) a definoval archeogenetiku jako "získávání a interpretaci genetických důkazů o lidských dějinách". Podobný koncept formulovali Linus Pauling a Emile Zuckerkandl (1963), v jejich případě však cílem archeogenetiky měla dokonce být rekonstrukce vyhynulých druhů.
Archeogenetika má původ ve studiu lidských krevních skupin a uvědomění si, že tento klasický genetický marker poskytuje informace o vztazích mezi jazykovými a etnickými skupinami. K prvním studiím v této oblasti patří ty od polského mikrobiologa Ludwika Hirszfelda, amerického imunologa Williama Boyda a britského genetika Arthura Mouranta. V šedesátých letech 20. století přišla revoluční práce italského genetika Luigi Cavalli-Sforzy, který studoval klasické genetické markery, aby popsal pohyb pravěkých obyvatel Evropy. Jeho snaha vyvrcholila vydáním Historie a geografie lidských genů v roce 1994.
Poté byla analyzována genetická historie všech hlavních domácích rostlin (pšenice, rýže, kukuřice) a zvířat (skot, kozy, prasata, koně). Byly předloženy modely jejich šlechtění a domestikace založené především na variaci mitochondriální DNA, ačkoli jsou stále analyzovány další markery, které tento genetický příběh doplňují.
Archeogenetika je rovněž vhodná k osvětlení původu a zeměpisného rozšíření prehistorických jazyků a také pomáhá archeologům a historikům v otázce odhadu populačního růstu v etapách dějin, v nichž neexistují o velikosti populace žádné záznamy. V nedávné studii kupříkladu zkoumání mtDNA moderních populací jižní Asie, východní Asie a Oceánie potvrdilo velký populační nárůst těsně před nástupem mikrolitové technologie (Mikrolit je malý kamenný nástroj, který se obvykle vyráběl z křemene nebo keratiny a byl asi centimetr dlouhý. Byl vyroben lidmi před 35 000 lety a používal se jako hrot oštěpů a šípů). Ačkoli to nevysvětluje příčinu vzniku nové technologie, poskytuje to podklad k úvahám o vztahu kvantity a kvality ve vývoji civilizace.